# Парламентские выборы в Швейцарии (1917)
Парламентские выборы в Швейцарии проходили 28 октября 1917 года. Свободная демократическая партия сохранила абсолютное большинство в парламенте, получив 103 из 189 мест Национального совета. Выборы 1917 года стали последними, проводившимися по мажоритарной системе. После референдума 1918 года швейцарская избирательная система была изменена на пропорциональную.

## Избирательная система

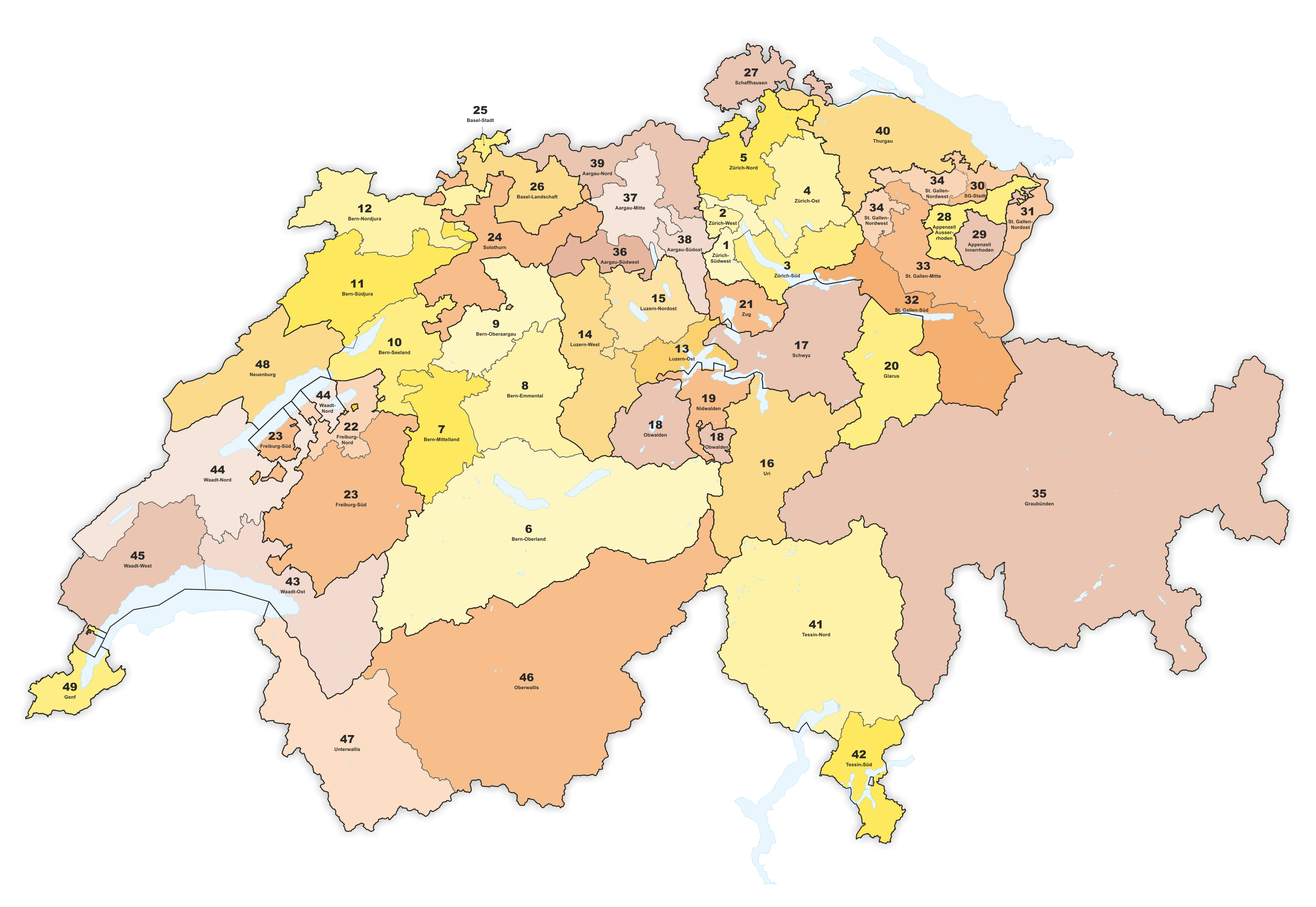
Карта Швейцарии, разделённая на 49 избирательных округа (1911—1917).

189 депутатов Национального совета избирались в 49 одно- и многомандатных округах. Распределение мандатов было пропорционально населению: одно место парламента на 20 тыс. граждан . 
Голосование проводилось по системе в три тура. В первом и втором туре для избрания кандидат должен был набрать абсолютное большинство голосов, в третьем туре достаточно было простого большинства. Каждый последующий тур проводился после исключения кандидата, набравшего наименьшее число голосов. 

## Результаты

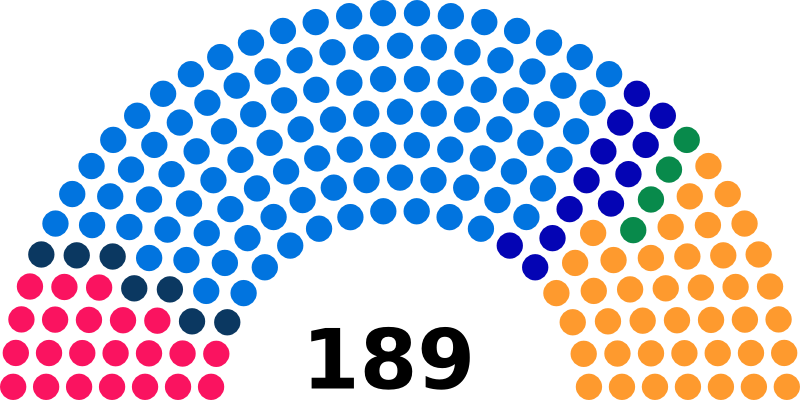
Распределение мест в Национальном совете (1917).

Наивысшая явка была зарегистрирована в кантоне с обязательным голосованием Шаффхаузен (86,8 %). В кантоне Ури явка оказалась наименьшей (23,4 %).
|  | Партия                               | Голосов | %    | Мест | +/– |
|  | Свободная демократическая партия     | 210 323 | 40,8 | 103  | –9  |
|  | Социал-демократическая партия        | 158 450 | 30,8 | 20   | +2  |
|  | Консервативная народная партия       | 84 784  | 16,4 | 42   | +5  |
|  | Либерально-демократическая партия    | 25 188  | 4,9  | 12   | –4  |
|  | Демократическая группа               | 16 818  | 3,3  | 7    | +3  |
|  | Сельское движение                    | 19 459  | 3,8  | 4    | +3  |
|  | Прочие                               | 19 459  | 3,8  | 1    | +1  |
|  | Недействительных/пустых бюллетеней   | 32 630  | –    | –    | –   |
|  | Всего                                | 547 652 | 100  | 189  | 0   |
|  | Зарегистрированных избирателей/ Явка | 915 552 | 59,8 | –    | –   |
|  | Источник: BFS                        |         |      |      |     |